# Hipposideros speoris
Hipposideros speoris är en däggdjursart som först beskrevs av Schneider 1800.  Hipposideros speoris ingår i släktet Hipposideros och familjen rundbladnäsor. Inga underarter finns listade i Catalogue of Life.

## Utseende
Denna fladdermus når en kroppslängd (huvud och bål) av 46 till 62 mm och den har 45 till 54 mm långa underarmar. Öronen är med en längd av 12 till 19 mm ganska små för släktet. Hudflikarna på näsan (bladet) består av tre delar. Den översta delen har tre inbuktningar och så uppstår fyra tjockare avsnitt. Hannar har bakom bladet en säckformig bihang och honor har en tofs vid samma ställe. Beroende på population är pälsen grå, orangebrun eller gulbrun. I den övre tandraden är hörntänderna stora och den andra premolaren per sida liten. Den sistnämnda ligger lite brevid tandraden. Hipposideros speoris har en diploid kromosomuppsättning med 32 kromosomer (2n=32).

## Utbredning
Arten förekommer i södra Indien och på Sri Lanka. En mindre avskild population finns i norra Indien. Hipposideros speoris lever i låglandet och i låga bergstrakter upp till 1400 meter över havet. Habitatet utgörs av det torra låglandet med glest fördelade träd samt av skogar i bergstrakter.

## Ekologi
Individerna vilar i grottor, i gruvor, i byggnader, under broar och i liknande gömställen. De bildar där kolonier som kan ha flera hundra medlemmar. På Sri Lanka sover mindre grupper av kolonin ofta tät intill varandra men i Indien håller individerna längre avstånd från varandra. Arten jagar flygande insekter tätt över marken. Honor är 135 till 140 dagar dräktig och föder en unge per kull. Hipposideros speoris kan dela gömstället med Hipposideros fulvus, Rhinolophus rouxii och liten lyrfladdermus. Lätet som används för ekolokaliseringen har sin högsta intensitet vid 131 till 135 kHz. Arten har bland annat myggor, flugor och skalbaggar som byten.
Parningen sker i västra Indien mellan slutet av december och mars. Kring Bangalore börjar parningen lite tidigare. Ungarna får fram till september di. Innan de väger 6 g bäras de av modern. Honor blir könsmogna efter 7,5 till 8 månader och hannar parar sig tidigast efter 16 eller 17 månader.

## Hot
Några exemplar fångas som viltkött eller för den traditionella medicinen. Störningar av besökare vid viloplatsen eller gamla byggnader som rivs kan ha negativ påverkan. Hela populationen bedöms som stabil. IUCN kategoriserar arten globalt som livskraftig.

## Bildgalleri

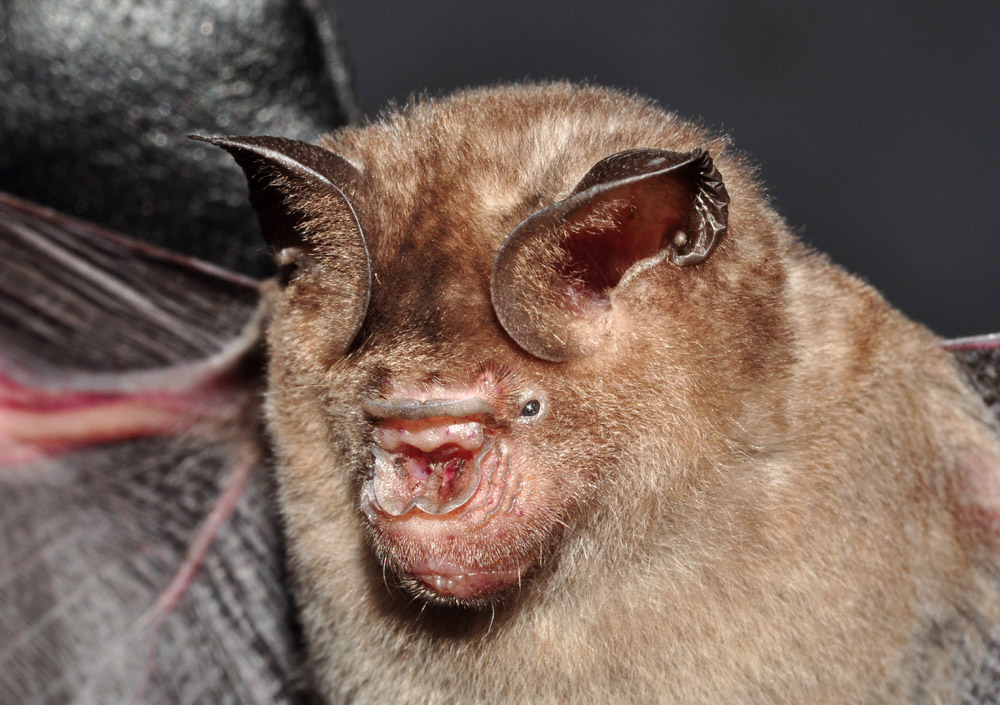
Närbild på ansiktet